# Batalha (Portugal)
Batalha es una villa portuguesa del distrito de Leiría, região Centro y comunidad intermunicipal de Leiría, con cerca de 15 500 habitantes.

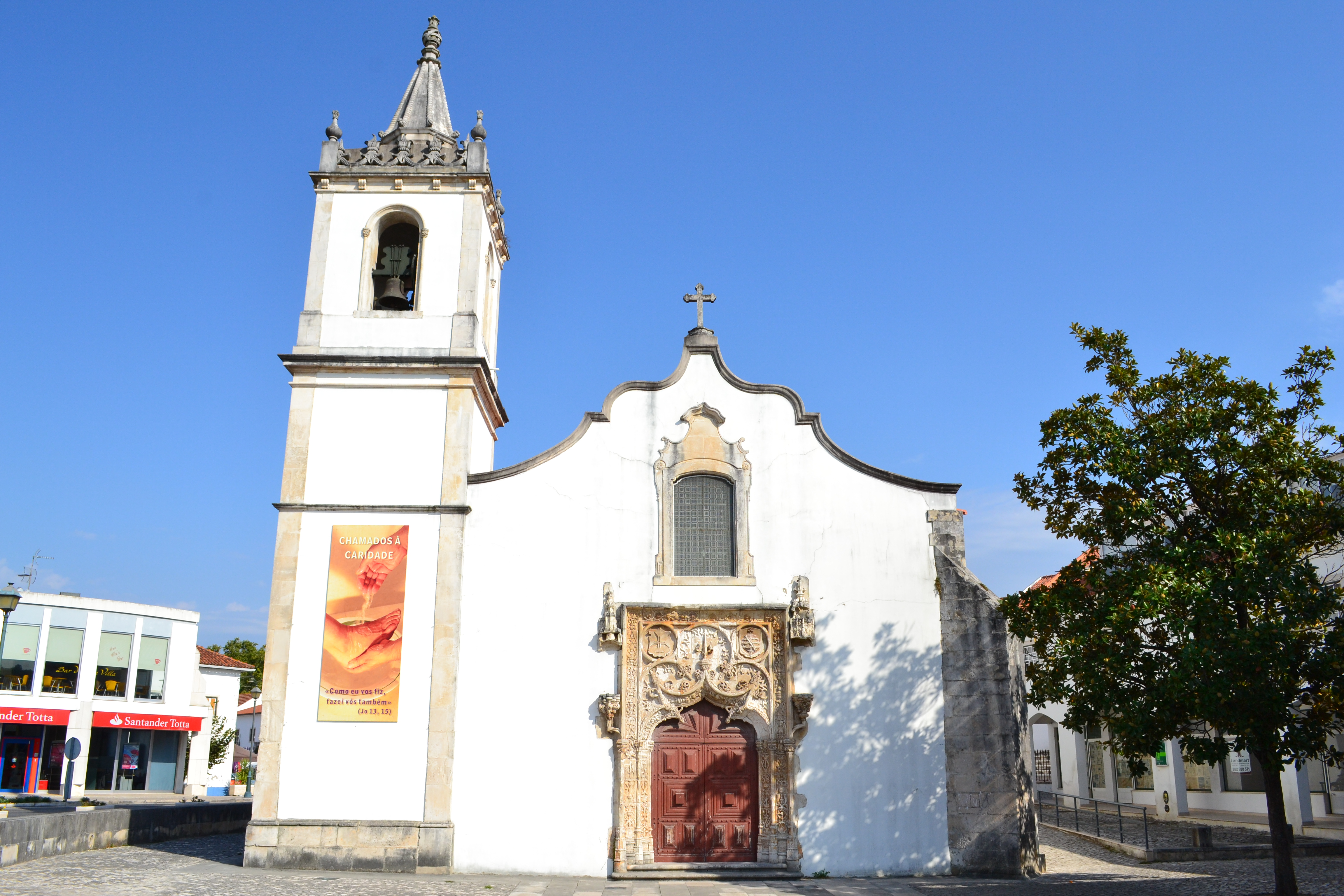
Iglesia principal de Batalha.

## Geografía
Es sede de un municipio con 103,56 km² de área y 15 002 habitantes (2001), subdividido en 4 freguesias. El municipio está limitado al norte y oeste por los municipios de Leiría, al este por Vila Nova de Ourém, al sureste por Alcanena y al sudeste por Porto de Mós.

### Freguesias
Las freguesias de Batalha son las siguientes:
- Batalha
- Golpilheira
- Reguengo do Fetal
- São Mamede

## Historia
La villa fue fundada por el rey João I, juntamente con el Monasterio de Santa Maria da Vitória, para agradecer el auxilio divino concedido en la victoria de la batalla de Aljubarrota —14 de agosto de 1385— contra los castellanos.

## Demografía
| Población del municipio da Batalha (1801 – 2004) | Población del municipio da Batalha (1801 – 2004) | Población del municipio da Batalha (1801 – 2004) | Población del municipio da Batalha (1801 – 2004) | Población del municipio da Batalha (1801 – 2004) | Población del municipio da Batalha (1801 – 2004) | Población del municipio da Batalha (1801 – 2004) | Población del municipio da Batalha (1801 – 2004) | Población del municipio da Batalha (1801 – 2004) |
| ------------------------------------------------ | ------------------------------------------------ | ------------------------------------------------ | ------------------------------------------------ | ------------------------------------------------ | ------------------------------------------------ | ------------------------------------------------ | ------------------------------------------------ | ------------------------------------------------ |
| 1801                                             | 1849                                             | 1900                                             | 1930                                             | 1960                                             | 1981                                             | 1991                                             | 2001                                             | 2004                                             |
| 2510                                             | 2445                                             | 7107                                             | 9634                                             | 13811                                            | 12588                                            | 13329                                            | 15002                                            | 15542                                            |

## Patrimonio
- Grutas da Moeda
- Maciço Calcário Estremenho
- Buraco Roto
- Pia da Ovelha
- Escarpa de falha do Reguengo do Fetal

- Monasterio de Batalha

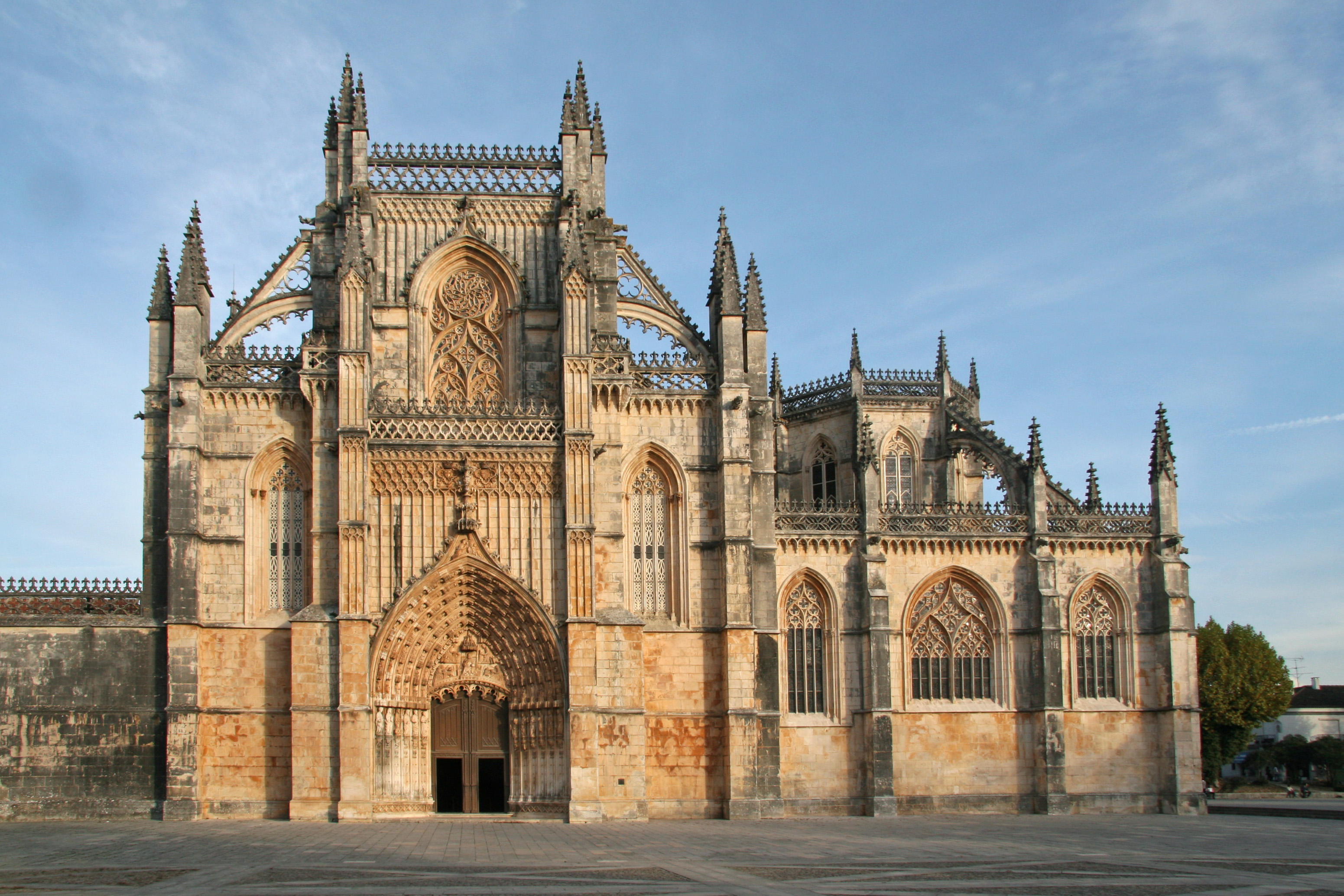
Monasterio de Santa María de la Vitoria de la Batalla (en Batalha, Portugal).

- Estatua ecuestre de San Nuño de Santa María (1966-1968)
- Iglesia de la Exaltación de la Santa Cruz (1514-1532)
- Capilla de la Santa Casa de la Misericordia (siglo XVIII)
- Puente Boutaca (1862)
- Pelourinho (2000 - reconstrucción de la picota el original)
- Mouzinho edificio Albuquerque - Galería de Exposiciones
- Capilla de Nuestra Señora del Camino
- Boca de las minas Barrojeiras
- Iglesia Parroquial de Nuestra Señora de los Remedios
- Capilla de Nuestra Señora de la Fetal
- Molinos de viento

## Ciudades hermanadas
- Trujillo (España) [2]